# 图瓦鹿棋
图瓦鹿棋（Buga-shadara），是流行於圖瓦地區的老虎棋類，與二十四鹿棋些許相似。

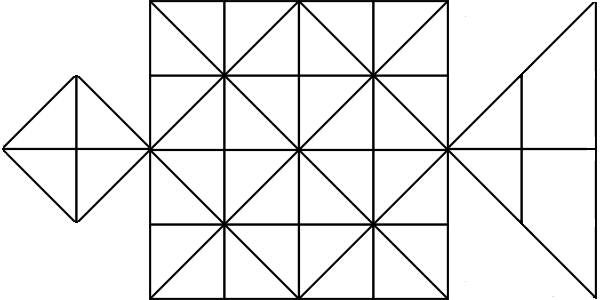
图瓦鹿棋棋盤

## 棋具
- 棋盤為五橫五豎的橫縱線交叉，另有東南-西北向、西南-東北向的斜線各三條，並在左右兩側中點各添上一個菱形、三角形。菱形、三角形有一橫一豎交叉。全部共三十五個棋點。

- 分為兩方：犬方、鹿方。
  - 犬方：有二十四枚稱為犬的棋子。
  - 鹿方：有二枚稱為鹿的棋子。

## 規則
- 棋子皆放在棋點。

- 兩枚鹿棋子各放在菱型、三角形與中間正方形的連接點，也就是左右側的中點。八枚犬棋子放在棋盤中央的九個棋位，其餘十六枚則先置於犬方手邊。

- 任何棋子皆須需棋盤上的斜縱橫線移動。

- 鹿方先行。

- 鹿方每回合能選擇以下兩種行動之一：
  - 移子：沿線任移動一己子到鄰邊的空棋點。
  - 吃子：沿線跳過一枚鄰邊格的犬棋子落到同方向的緊連空點，然後把被跳過的敵棋移出棋盤不再使用，沒有連跳吃。

- 每回合犬方可能有二種行動，以落子為優先，當所有己棋都已不在手邊方可移子：
  - 落子：將一枚己棋置於空棋點處。
  - 移子：沿斜縱橫線任移動一己子到鄰邊的空棋點。

- 犬方以讓所有鹿棋子不能移動獲勝。鹿方以減少犬棋子剩下十枚以下獲勝[1]。

## 外部連結
- 遊戲介紹
- 遊戲下載